# Дутрів
Дутрів (пол. Dutrów) — село в Польщі, розташоване у ґміні Телятин Томашівського повіту Люблінського воєводства. Населення — 276 осіб (2011).

## Історія
1700 року вперше згадується церква в селі.
За даними етнографічної експедиції 1869—1870 років під керівництвом Павла Чубинського, у селі здебільшого проживали греко-католики, усе населення розмовляло українською мовою.
25 червня 1938 року польська влада в рамках великої акції руйнування українських храмів на Холмщині і Підляшші знищила місцеву православну церкву.
1944 року польські шовіністи вбили в селі 3 українців. У серпні 1944 року місцеві мешканці безуспішно зверталися до голови уряду УРСР Микити Хрущова з проханням включити село до складу УРСР, звернення підписало 85 осіб.
У 1975—1998 роках село належало до Замойського воєводства.

## Населення
Демографічна структура станом на 31 березня 2011 року:
|          | Загалом | Допрацездатний вік | Працездатний вік | Постпрацездатний вік |
| -------- | ------- | ------------------ | ---------------- | -------------------- |
| Чоловіки | 135     | 27                 | 88               | 20                   |
| Жінки    | 141     | 27                 | 78               | 36                   |
| Разом    | 276     | 54                 | 166              | 56                   |

## Особистості

### Народилися
- Станіслав Місюта (1909—1941) — польський римо-католицький священник.